# موتور بخار دریایی

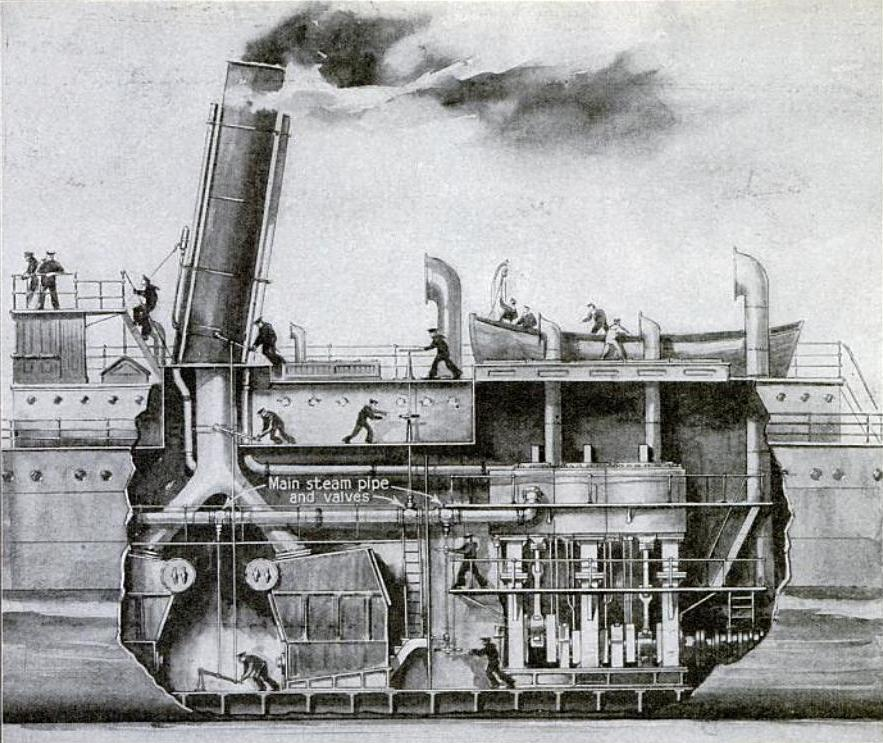
مجله Popular Science دسامبر 1918 - شیرهای قطع بخار اضطراری کشتی.

موتور بخار دریایی، (انگلیسی: Marine steam engine) گونه‌ای از موتورهای بخار بود، که برای تأمین انرژی کشتی یا قایق مورد استفاده قرار می‌گرفت. موتورهای بخار دریایی بیشتر از گونه رفت و برگشتی بودند، که از زمان آغاز ساخت کشتی‌های بخار در اوایل قرن نوزدهم، تا واپسین سال‌های جنگ جهانی دوم، به‌طور گسترده مورد استفاده قرار می‌گرفت.